# Ambonoderes
Ambonoderes es un género de coleópteros de la familia Anthribidae.

## Especies
Contiene las siguientes especies:
- Ambonoderes punctiger Jordan, 1906